# الأسود يليق بك (رواية)
الأسود يليق بكِ هي رواية للروائية الجزائرية أحلام مستغانمي صدرت عام 2012 عن دار نوفل.

## ملخص
تدور أحداث الرواية حول مليونير لبناني ناهز عمره الخمسين سنة وقد أعجبته مطربة جزائرية باسم هالة الوافي في السابعة والعشرين من عمرها شاهدها السيد طلال هاشم مصادفة في برنامج تلفزيوني فقرر أن تكون له. يبدأ طلال الذي جاهد ليثري محصوله الثقافي في الموسيقى والفن والشعر إلى وضع الخطة تلو الخطة للإيقاع بهذه الحسناء التي ترتدي الأسود حدادا على مقتل والدها وأخيها خلال الاضطرابات التي شهدتها الجزائر في مطلع القرن الحالي.

## اقتباسات من الأسود يليق بك
•«وحده فاقد الحبّ جدير بأن يغنّيه..الفنّ العظيم كالحبّ الكبير يتغذى من الحرمان».
•«الحداد ليس في ما نرتديه بل في ما نراه، إنّه يكمن في نظراتنا للأشياء.بإمكان عيون قلبنا أن تكون في حداد..ولا أحد يدري بذلك.»
•«الكبرياء أن تقول الأشياء في نص كلمة ألا تكرّر.ألا تصرّ أن لا يراك الآخر عارياً أبدا.أن تحمي غموضك كما تحمى سرّك.»
•«المال لا يجلب السعادة لكن يسمح لنا أن نعيش تعاستنا برفاهية».

## وصلات خارجية
- الموقع الرسمي
- آراء القراء حول رواية الأسود يليق بك  على موقع أبجد

توسيع مقالة ضمن مسابقة التعريف بالكتاب
قالب:مقالة جديدة
الأسود يليق بكِ هو رواية من تأليف الكاتبة الجزائرية أحلام مستغانمي، نُشرت لأول مرة سنة 2012 عن طريق دار نوفل التابعة لمجموعة هاشيت أنطوان للنشر.
تعد الرواية واحدة من أشهر أعمال الكاتبة، وحققت مبيعات مرتفعة في الدول العربية، نظرًا لموضوعها الإنساني العاطفي وأسلوبها الأدبي الساحر.

## نبذة عن الرواية
تدور أحداث الرواية حول قصة حب غير متكافئة بين شابة جزائرية تُدعى هالة، وهي فنانة ترتدي الأسود حدادًا على والدها الذي اغتيل بسبب الإرهاب في الجزائر، ورجل أعمال لبناني ثري مفتون بها، يحاول امتلاكها عبر الهدايا والسيطرة، لكنها تصر على الحفاظ على حريتها وكرامتها.
تعالج الرواية قضايا مثل:
- المرأة العربية والكرامة الشخصية
- الحب والتحكم العاطفي
- الحزن والوفاء
- الهوية الثقافية
- الاغتراب النفسي في المجتمعات الشرقية

## أسلوب الكتابة
تكتب أحلام مستغانمي بأسلوب شعري نثري، يعتمد على اللغة الرومانسية العميقة والتصوير البلاغي، وتُكثر من استخدام الاستعارات والتشبيهات الأدبية.
العمل مكتوب بلغة أنثوية قوية، تحلل النفس الإنسانية من الداخل، مما جعل الرواية محبوبة عند القرّاء العرب، وخاصة النساء.

## عن المؤلفة
أحلام مستغانمي هي كاتبة جزائرية ولدت عام 1953، تُعد من أشهر الروائيات العربيات في العصر الحديث.
من أعمالها الأخرى:
- ذاكرة الجسد
- فوضى الحواس
- عابر سرير
- نسيان.com
- شهيًا كفِرْعُون

## الاستقبال والانتشار
حققت الرواية نجاحًا تجاريًا واسعًا، وتُرجمت إلى لغات متعددة، كما احتلت المراتب الأولى في قوائم المبيعات بدور النشر العربية.
نال الكتاب تقييمات إيجابية من جمهور القرّاء، خاصة في منصّات مثل جود ريدز وأبجد.

## معلومات النشر
- الناشر: دار نوفل – هاشيت أنطوان
- تاريخ النشر: 2012
- اللغة: اللغة العربية
- عدد الصفحات: حوالي 335 صفحة
- ISBN: 978-9953-86-585-7